# Otakar Ševčík
Otakar Ševčík (22. března 1852 Horažďovice – 18. ledna 1934 Písek) byl český houslista, sólový i orchestrální hráč a houslový pedagog, který se řadí mezi zakladatele novodobé výukové metody hraní na housle. Jako pedagog působil zejména v letech 1875–1892 v Kyjevě, v letech 1892–1906 na konzervatoři v Praze, v letech 1909–1918 na hudební akademii ve Vídni, vyučoval i v USA. Je tvůrcem vlastní učební metody (Škola houslové techniky, Škola smyčcové techniky, Houslová škola pro začátečníky), zakladatelem české houslové metodiky, kterou vyučoval v Písku. K jeho žákům patřili mimo jiné Jan Kubelík, Jaroslav Kocian nebo Václav Huml.

## Život
Pocházel z Horažďovic v Čechách a vyrostl z nejprostších poměrů kantorské rodiny k nejvyšším uměleckým metám jako výkonný houslista i jako houslový pedagog. K hudbě byl Ševčík veden již od mládí, kdy hudební základy jeho osobnosti položil otec učící ho zpěvu, hře na klavír a na housle. Od pěti let zpíval na kůru, v sedmi začal hrát na housle. Cvičil několik hodin denně. Na studia odešel mladý Ševčík do Prahy v roce 1862. Studoval gymnázium a zpíval za byt a stravu v kostele u sv. Jakuba a pak v kostele U Křížovníků. Současně bral soukromé hodiny houslí. Koncem roku 1865 zaujal svým zpěvem na kůru Ferdinanda Flammingera, který podpořil jeho přijetí na hudební konzervatoř. Během studií působil mladý Ševčík jako první houslista v horažďovickém orchestru. Konzervatoř ukončil úspěšně v roce 1870, kdy absolvoval u houslisty Antonína Bennewitze. V říjnu 1870 přijal místo koncertního mistra a učitele hudební škole Mozarteum v Salcburku. Během tří let se z něj stal úspěšný houslový virtuos, který pořádal koncerty po celém Česku, v Polsku a Rusku. V září 1875 začal vyučovat na konzervatoři v Kyjevě a v Rusku zůstal až do roku 1892. Významně se podílel na rozvoji školy a za svou činnost byl vyznamenán Řádem svatého Stanislava. Vznikla tam i jeho dvě základní pedagogická díla: Škola houslové techniky (1881) a Škola smyčcové techniky, kterou dokončil až po svém návratu do vlasti. Napsal sedm houslových skladeb inspirovaných českými písněmi, které byly vydány pod názvem České tance. V roce 1883 se musel podrobit operaci oka a nakonec na jedno oko oslepl. V roce 1892 přijal místo profesora houslí na konzervatoři v Praze. Do Prahy se vrátil s adoptovaným synem Viktorem.

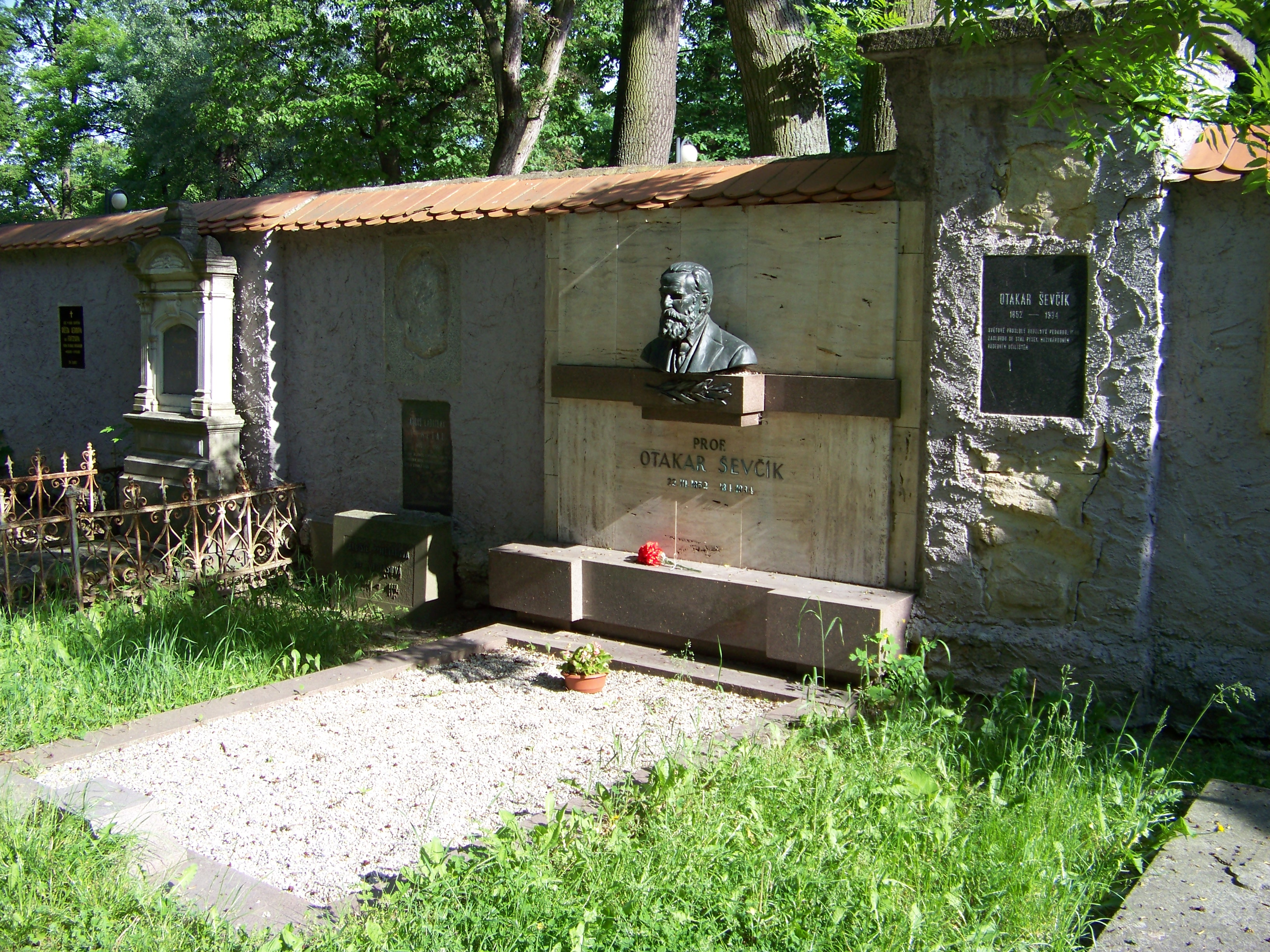
Hrob s bustou Otakara Ševčíka na hřbitově v Písku

Svou veřejnou koncertní činnost ukončil v roce 1898. V roce 1901 byl jmenován vedoucím houslového oddělení konzervatoře, kterou tehdy vedl Antonín Dvořák. Kromě svého pravidelného působení na pražské konzervatoři založil Ševčík letní školu nadaných houslistů, které se zúčastňovali i studenti ze zahraničí. V letech 1903–1906 škola působila v Prachaticích v českém Národním domě, jehož přestavba byla právě dokončena. Německým představitelům města se však nelíbilo Ševčíkovo působení mezi českou menšinou a kladli mu různé překážky – hraní při uzavřených oknech, určení denní doby, kdy bylo možno provozovat hudbu, aby nerušila letní návštěvníky. Protože tyto požadavky nebylo možné splnit – řada žáků cvičila až 10 hodin denně, někdy i více – Ševčík se rozhodl uprostřed léta 1906 přesunout školu do blízkého Husince. Od roku 1907 byla letní škola otevřena v Písku v novém hotelu, kde v českém prostředí škola našla vlídné přijetí i lepší možnosti ubytování pro její žáky. Sám Ševčík si v Písku v roce 1913 zakoupil k bydlení vilku. Na působení v Prachaticích však Ševčík zcela nezanevřel, v dalších letech se zúčastňoval koncertů vážné hudby, V roce 1927 bylo v Prachaticích založeno hudební a pěvecké sdružení Jeremiáš. Otakar Ševčík se stal jeho prvním čestným členem.
Roku 1907 se musel Ševčík podrobit operaci štítné žlázy v Bernu a během jeho nepřítomnosti se nové vedení konzervatoře postavilo proti jeho výchovným metodám. V roce 1909 proto odešel do Vídně, kde byl jmenován vedoucím mistrovské houslové školy na Akademii pro hudbu a výtvarné umění. Nechtěl však opustit Písek a proto jednou týdně dojížděl do Vídně vlakem. V roce 1918 byl jmenován čestným členem profesorského sboru pražské konzervatoře. V roce 1920 přijal pozvání do USA, kde na konzervatoři v Ithace působil až do ledna 1922. V následujícím roce vyučoval krátce v Chicagu a New Yorku. Do USA se vrátil ještě jednou po několika letech, kdy střídavě vyučoval v New Yorku a Bostonu od října 1931 do května 1932. V roce 1933, už vážně nemocný, podnikl tříměsíční zájezd do Anglie. Zemřel 18. ledna 1934 v Písku a byl pochován na starém městském hřbitově u kostela Sv. Trojice.
V závěru svého života odkázal veškerý majetek jím založené Ševčíkově koleji, která podporovala začínající mladé hudebníky a hudebnice. Jeho nadace se starala také o zestárlé umělce.

## Ševčíkova metoda
Dosáhl jedinečných výsledků i ohlasu, v oboru své činnosti může být považován za jednu z největších postav na světě. Ševčík se stal v pravém slova smyslu „světovým“ učitelem houslistů nejrůznějších národností, kteří svým uměním dobývali svět. Jedním z jeho prvních žáků na pražské konzervatoři byl Jan Kubelík, mezi mnoha dalšími vynikli Jaroslav Kocian, Bohuslav Lhotský, Emanuel Ondříček, ze zahraničních pak Marie Hall, Erika Morini, Nora Duesberg, Zlatko Baloković, Ivonna Canale, Vladimir Reznikov.
Napsal celou řadu škol pro houslovou hru, které jsou svou trvalou hodnotou nevyčerpatelným zdrojem k dosažení mistrovství. Podle nich se učí dnes na většině konzervatoří celého světa. Na rozdíl ale od práce současníků Auera a Flesche se nevěnoval cílenému školení budoucích houslových učitelů, ale samotných houslistů. Během svého života vytvořil značné encyklopedicky obsáhlé dílo, které se věnovalo progresivní houslové technice do té doby nepřekonatelné.
Ševčíkova metoda přinesla do houslové techniky nevídané a inovativní prvky: půltónový systém pro začátečníky, systematické a postupné řešení technických problémů, do detailu propracovaná intonační cvičení, analytické studie ke koncertům a mnoho dalšího. Celá metoda je natolik univerzální, že ji lze využít na všechny smyčcové nástroje.
Ševčíkovo desatero, které houslistovi říká, jak se má na housle cvičit:

1. Neuč se nikdy třetí notě, dokud neumíš první dvě!
2. Co umíš pomalu, půjde ti v každém tempu; co neumíš pomalu, neumíš vůbec!
3. Naučíš-li se něčemu falešně, vydáváš se v nebezpečí, že to budeš falešně umět!
4. Co chceš umět ve směru nahoru, ať pasáž nebo smyk, uměj také dolů a naopak!
5. Až budeš umět velmi mnoho, nemysli si, že umíš všechno!
6. Zdá se ti, že hraješ pomalu? Hrej ještě 4× pomaleji, a pak to bude teprve pomalu.
7. Nehmatej, co neslyšíš; necvič tedy levou rukou bez kontroly smyčcem!
8. Nespokojuj se s nácvikem polovičatým, zvláště v technicky snazších partiích!
9. Mladý tvor se musí učit stupnicím dříve, než se zamiluje!
10. Cvičit, cvičit a zase cvičit. Má se cvičit 24 hodin, a nestačí-li to, tak si přivstaňte!

## Přehled Ševčíkova pedagogického díla
- Op. 1 Škola houslové techniky, 4 sešity (vlastním nákladem 1881)
- Op. 2 Škola smyčcové techniky, 6 sešitů, 4000 smyků (vlastním nákladem 1895)
- Op. 3 40 variací – doplněk op. 2 (vlastním nákladem 1895)
- Op. 4 Rozpínání prstů
- Op. 5 Průprava k 24 Caprices Donta, op. 45 (Bosworth 1904)
- Op. 6 Houslová škola pro začátečníky, 7 sešitů (Bosworth 1904)
- Op. 7 Průprava ke cvičení trylků, 2 sešity (Bosworth 1901)
- Op. 8 Výměny poloh a průprava ke cvičení stupnic ve třech oktávách (vlastní náklad 1895)
- Op. 9 Průprava ke cvičení dvojhmatů (Bosworth 1901)
- Op. 10 České tance
- Op. 11 Škola intonace levé i pravé ruky současně, 17 svazků (Harms, New York 1922)
- Op. 12 Virtuózní škola – Dvojhmatová škola
- Op. 13 Virtuózní škola – Škola arpeggií a modulací
- Op. 14 Virtuózní škola – Škola akordická
- Op. 15 Virtuózní škola – Škola flažoletu a pizzicata
- Op. 16 Škola houslového přednesu na podkladě melodickém
- Op. 17 Zevrubné analytické studie jednotlivých taktů (taktových skupin) koncertu Wieniawského a moll
- Op. 18 Zevrubné analytické studie jednotlivých taktů (taktových skupin) koncertu Brahmse D dur
- Op. 19 Zevrubné analytické studie jednotlivých taktů (taktových skupin) koncertu Čajkovského D dur
- Op. 20 Zevrubné analytické studie jednotlivých taktů (taktových skupin) koncertu Paganiniho D dur
- Op. 21 Zevrubné analytické studie jednotlivých taktů (taktových skupin) koncertu Mendelssohna e moll
- Op. 22 Výměna poloh v jednoduchých hmatech a dvojhmatech
- Op. 23 Chromatika ve všech polohách
- Op. 24 Pizzicato levé ruky se současným arco pravé ruky
- Op. 25 Studie k Joachimově kadenci k Brahmsovu koncertu (Simrock 1929)
- Op. 26 Analytické studie ke Kreutzerovým Caprices, 4 sešity (Pazdírek 1932–33) Sine op. Analytické studie ke Dvořákovu koncertu a moll op. 53[11]

## Památka
Jeho jménem je v Písku pojmenována ulice, ve které se nachází dům, kde dlouhá léta žil a působil. V roce 1912 mu bylo uděleno čestné občanství města Písek. V Horažďovicích je Ševčíkovým jménem pojmenována ulice směřující k Mírovému náměstí – je v ní umístěna pamětní deska na domě, kde se narodil. V roce 1946 po něm byla pojmenována ulice v Brně-Židenicích.
Od roku 2019 se v Horažďovicích pořádá Ševčíkova akademie, která je naplněním myšlenky, jak lze v 21. století kombinovat výuku hry na hudební nástroj, rozšiřovat znalosti metodiky a zprostředkovávat veřejná vystoupení pro všechny věkové kategorie.

## Galerie

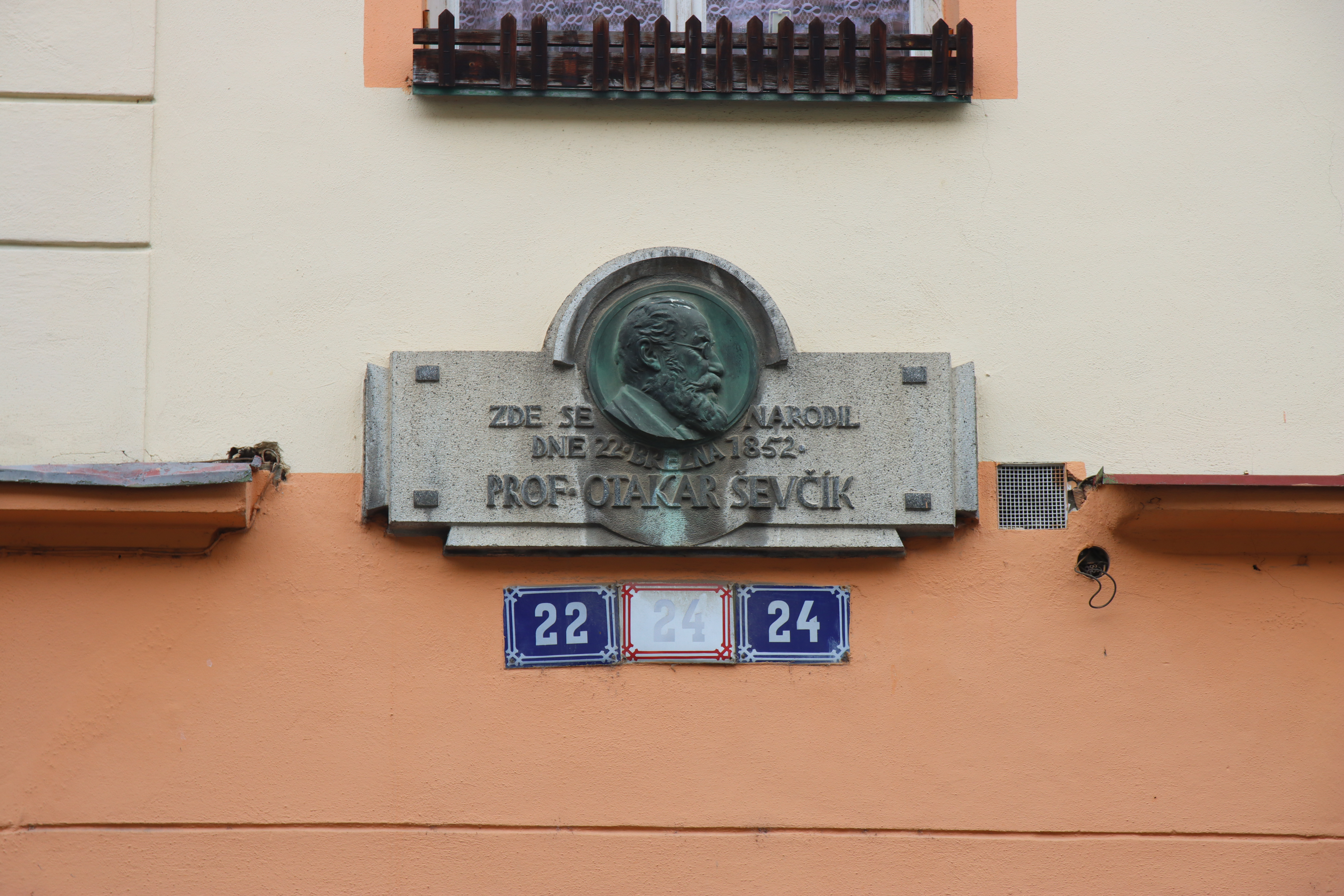
Pamětní deska na rodném domě v Horažďovicích
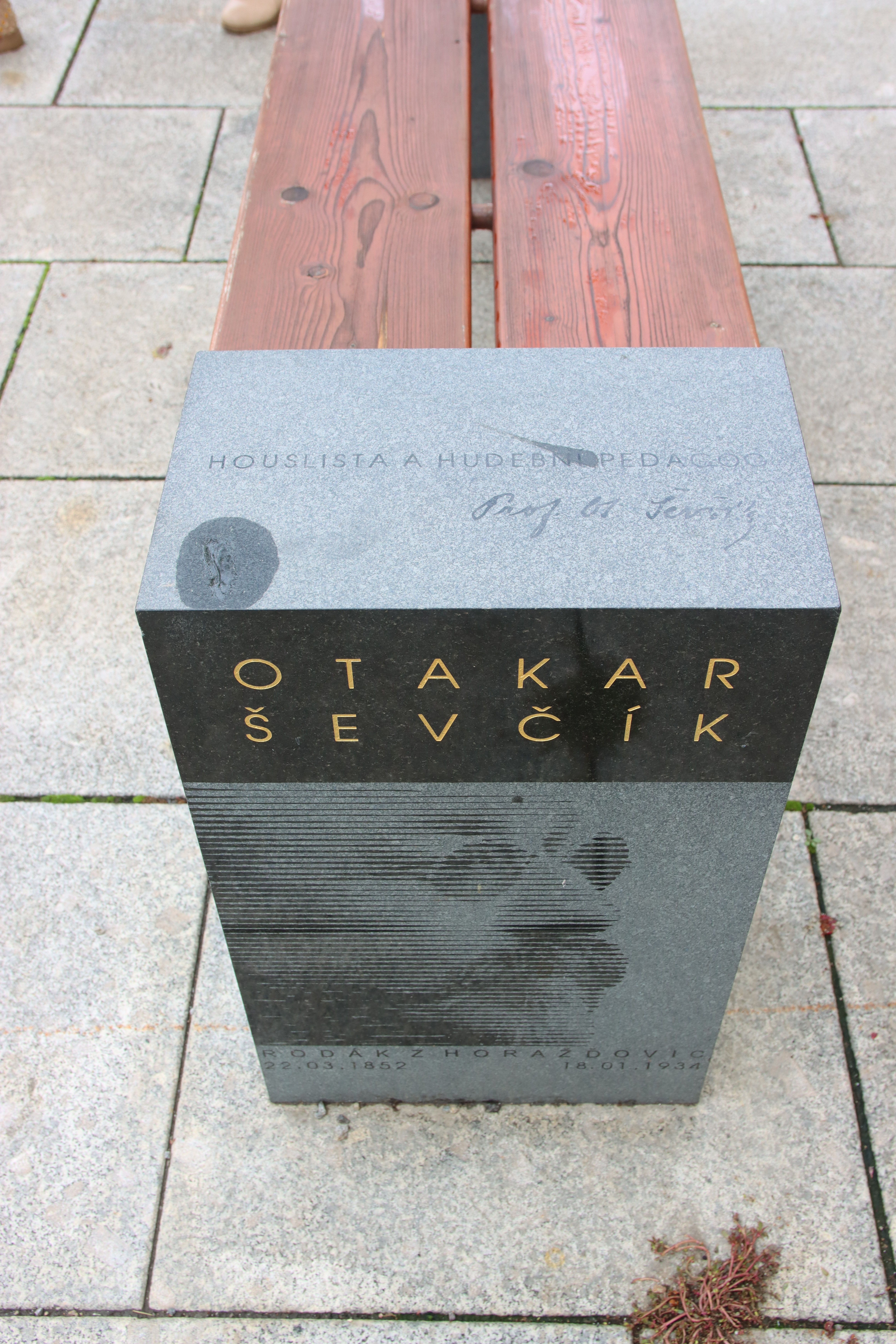
Pamětní lavička v Horažďovicích
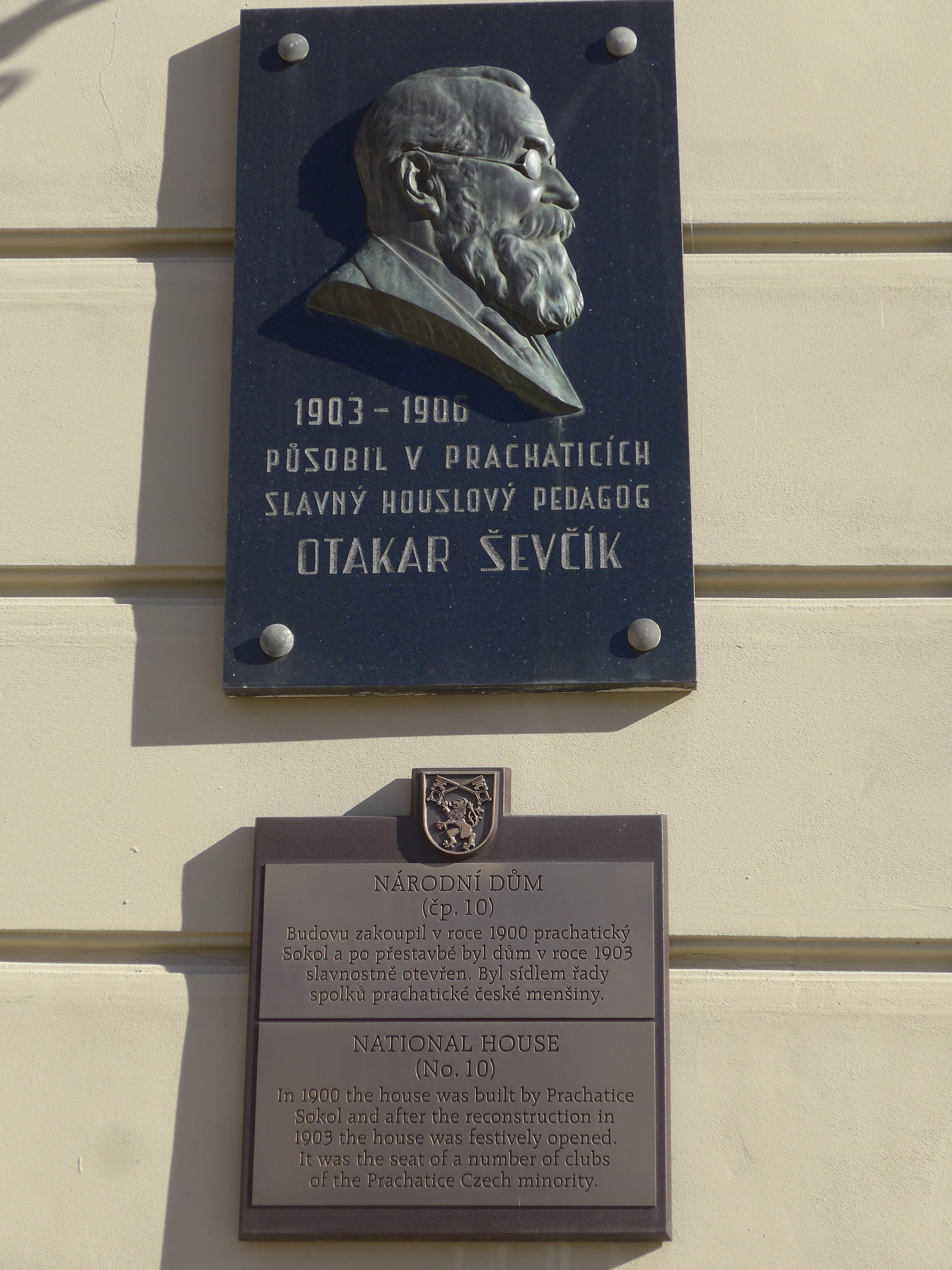
Pamětní deska v Prachaticích
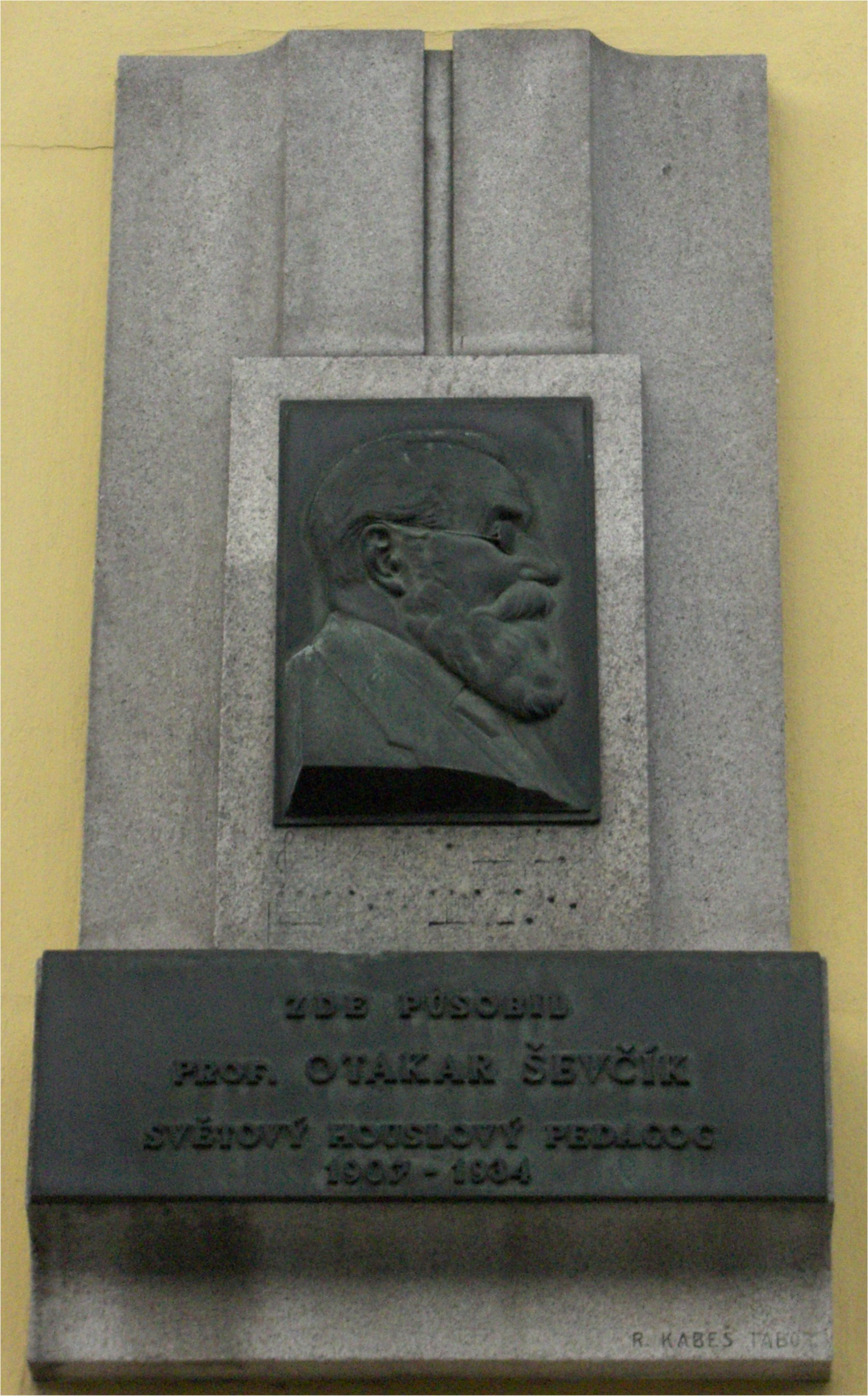
Plastika s podobiznou Otakara Ševčíka na domě v Písku
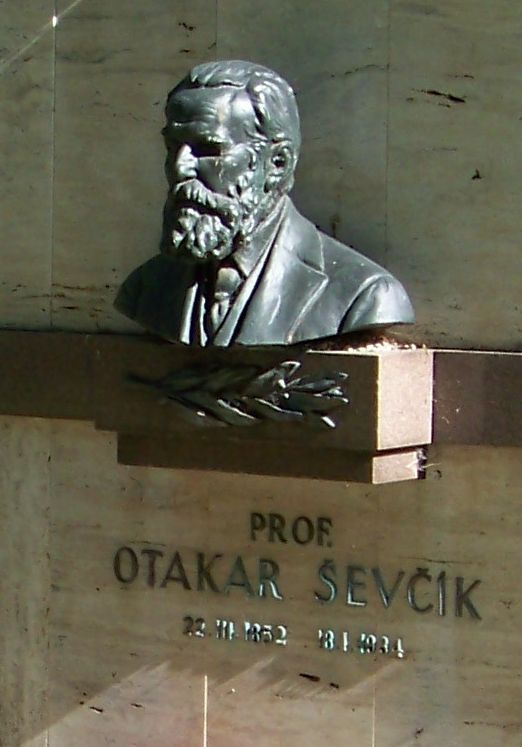
Busta Otakara Ševčíka na hřbitově v Písku